# Sowjetischer Ehrenfriedhof Stendal

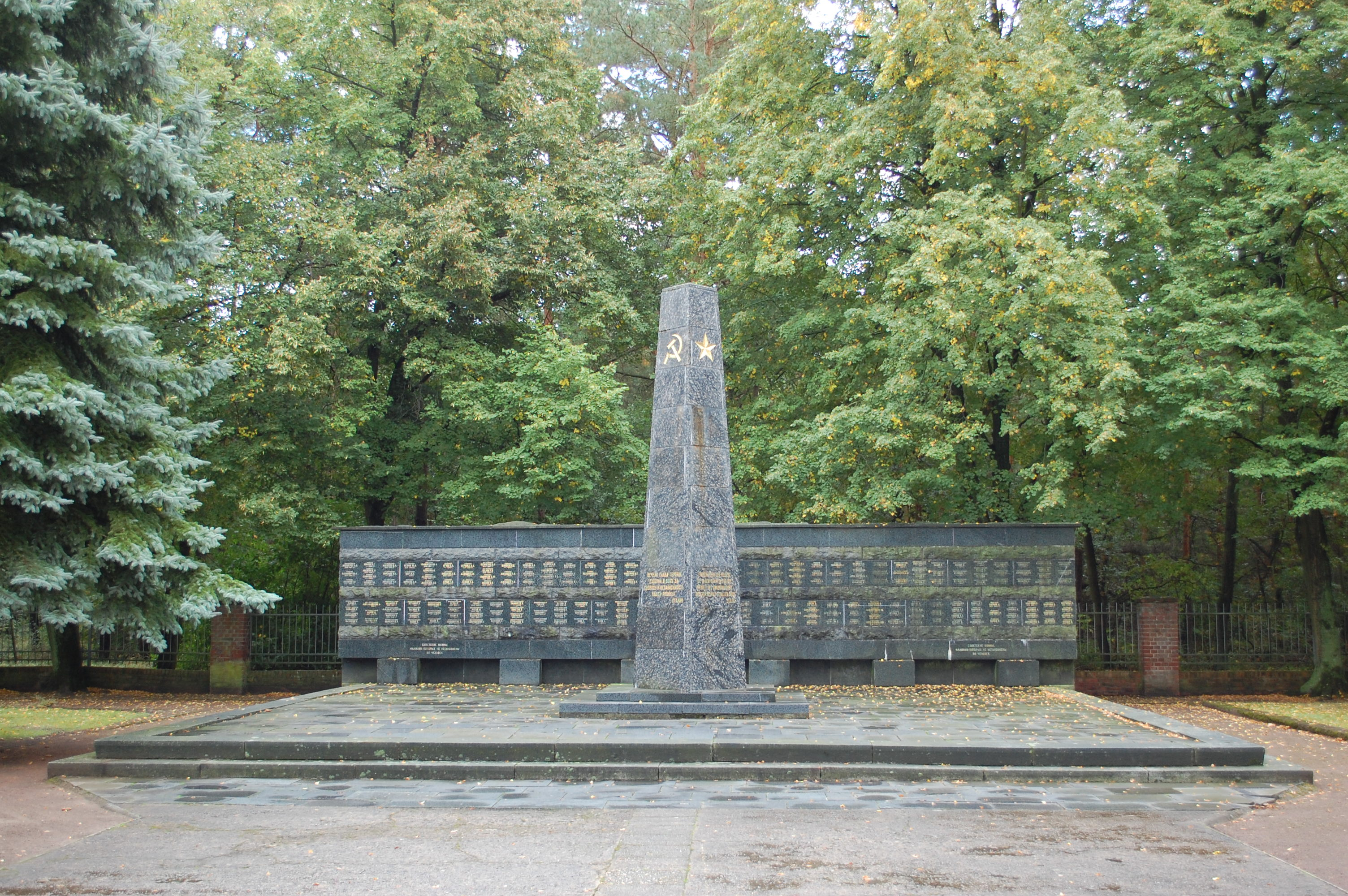
Sowjetischer Ehrenfriedhof Stendal

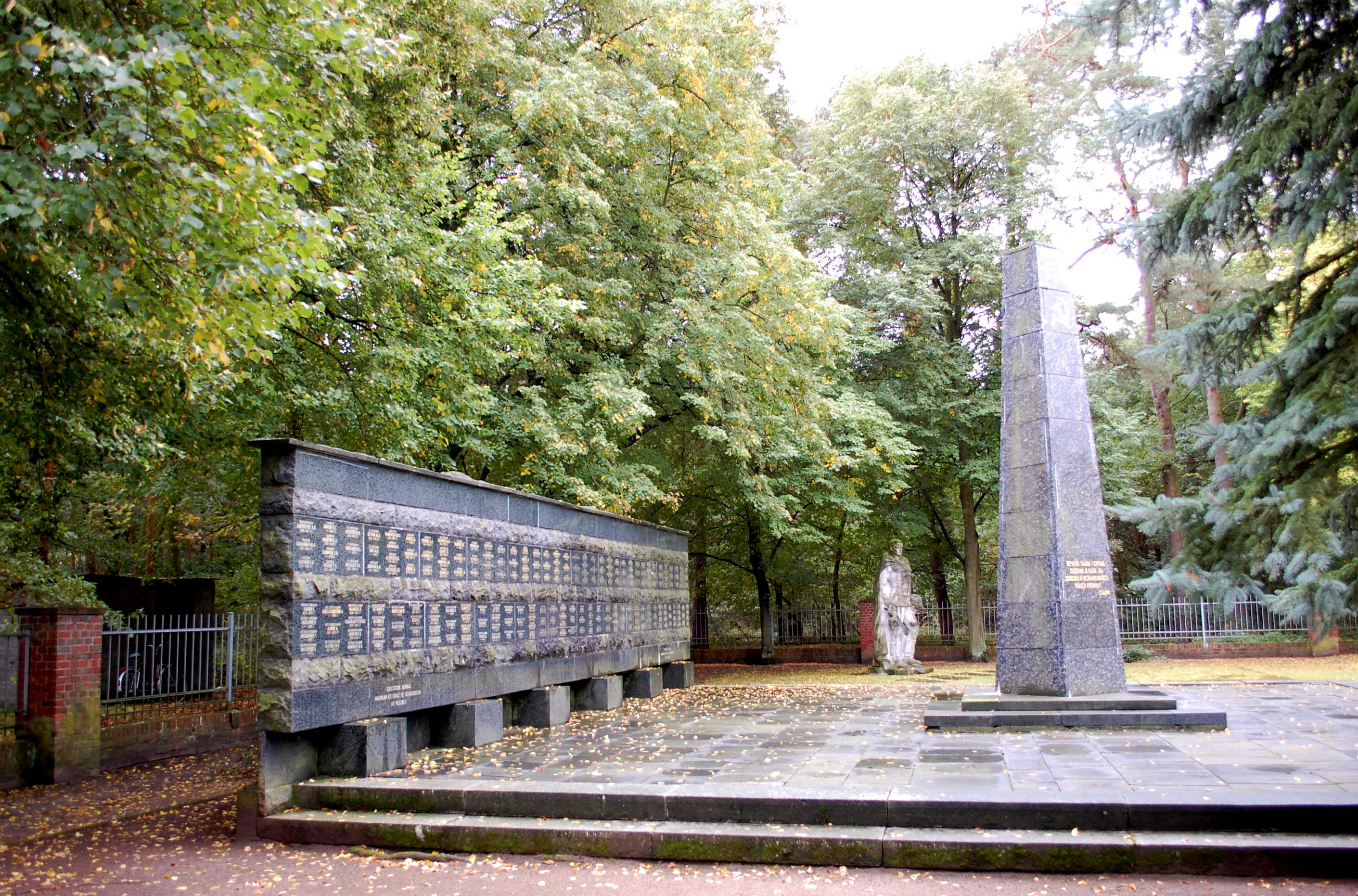
Blick von Norden

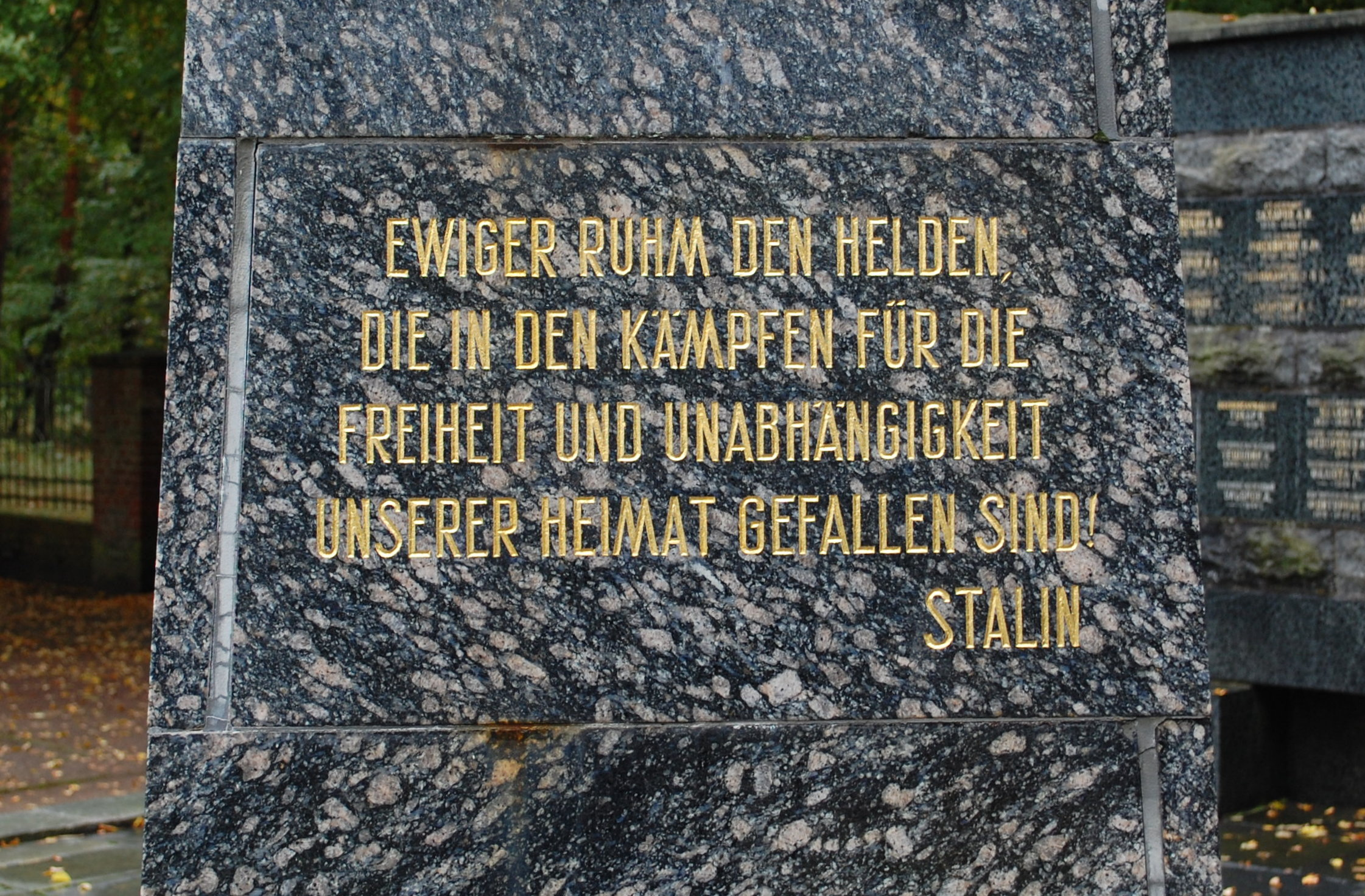
Stalinzitat am Obelisken

Der Sowjetische Ehrenfriedhof Stendal ist ein denkmalgeschützter Friedhof im zur Stadt Stendal in Sachsen-Anhalt gehörenden Ortsteil Röxe.
Er befindet sich unmittelbar östlich der Lüderitzer Straße am südlichen Ortseingang Stendals.
Auf dem Friedhof sind 341 Opfer des Zweiten Weltkriegs und der nationalsozialistischen Gewaltherrschaft beigesetzt. So liegen hier sowjetische Soldaten, die während der Kämpfe im Frühjahr 1945 gefallen waren, sowie sowjetische Kriegsgefangene und Zwangsarbeiter. Zum Teil erfolgten nach Kriegsende hierher Umbettungen von anderen Bestattungsorten.
An der Rückseite der Anlage befinden sich Steintafeln, auf denen in kyrillischer Schrift die Namen und das Todesjahr der Beigesetzten angegeben werden. Vor den Tafeln steht ein Obelisk. Auf ihm befindet sich in russischer und deutscher Sprache die Inschrift:
EWIGER RUHM DEN HELDEN

DIE IN DEN KÄMPFEN FÜR DIE

FREIHEIT UND UNABHÄNGIGKEIT

UNSERER HEIMAT GEFALLEN SIND!

STALIN
Am oberen Ende des Obelisken sind zur Westseite hin Hammer und Sichel sowie ein Sowjetstern eingearbeitet.
In der südöstlichen Ecke der Anlage befindet sich eine einen sowjetischen Soldaten darstellende Skulptur. Vor der Skulptur sind vier Steinplatten in den Boden eingelassen. Auf einer von ihnen ist das Symbol der Gesellschaft für Deutsch-Sowjetische Freundschaft abgebildet.
Im Denkmalverzeichnis des Landes Sachsen-Anhalt ist der Friedhof unter der Erfassungsnummer 094 18044 als Baudenkmal verzeichnet.